# Oregon Route 380
Az Oregon Route 380 (OR-380) egy oregoni állami országút, amely kelet–nyugati irányban a 26-os szövetségi országút prineville-i elágazásától a Hód-patak paulinai átkelőjéig halad.
A szakasz Paulina Highway No. 380 néven is ismert.

## Leírás
A szakasz Prineville keleti részén ágazik le a 26-os szövetségi útról. A dél–délkeleti irányú vonalvezetésű pálya a 38. kilométernél eléri Post települést, majd 20 kilométerrel végpontja előtt keresztezi az Északi-Görbe-folyót. Az útvonal Paulinában, a Hód-patakon átvezető hídnál ér véget.